# Global Policy Forum
Das Global Policy Forum (GPF) ist eine im Dezember 1993 gegründete internationale Nichtregierungsorganisation mit Sitz in New York und Bonn (Global Policy Forum Europe). Ziel des Global Policy Forum ist es, Entwicklungen sowie Debatten in den Vereinten Nationen und zum Thema Global Governance kritisch zu begleiten und zu analysieren. Dadurch soll eine Brücke zwischen der internationalen und lokalen Ebene hergestellt werden. So versucht das GPF, zwischenstaatliche Organisationen zu stärken und einen solidarischen Multilateralismus zu fördern, der auf dem Völkerrecht und der Charta der Vereinten Nationen basiert. Das Global Policy Forum verfügt zudem über einen konsultativen Status im Wirtschafts- und Sozialrat der Vereinten Nationen (kurz ECOSOC). Jens Martens ist seit 2014 leitender Geschäftsführer des GPF und seit 2004 Geschäftsführer des GPF Europe.
Das Global Policy Forum verfolgt in seiner Arbeit einen holistischen Ansatz, der Aspekte von Frieden und Sicherheit mit Fragen von wirtschaftlicher und sozialer Gerechtigkeit, menschlicher Entwicklung und nachhaltigen politischen Maßnahmen verbindet. Ziel ist es, tiefgreifende Machtstrukturen der multilateralen Weltordnung und in den Vereinten Nationen aufzuzeigen und egalitäre, kooperative, friedliche und nachhaltige Lösungen für die großen Probleme der Welt zu finden. Dahingehend fordert die Organisation eine verstärkte Rechenschaftspflicht und Bürgerbeteiligung ein.

## Geschichte
Das Global Policy Forum wurde 1993 in New York von insgesamt 14 Wissenschaftlern und Aktivisten gegründet, darunter James Paul, Erskine Childers und Joel Krieger. Am 24. September 2004 wurde in Bonn eine europäische Niederlassung gegründet, um die deutsche und europäische Politik im Kontext der Vereinten Nationen stärker in die Arbeit einfließen zu lassen. Im Frühjahr 2005 wurde das Büro in Bonn eröffnet, dass seitdem unter dem Namen Global Policy Forum Europe arbeitet. Beide Organisationen sind rechtlich getrennt, die Teams in New York und Bonn arbeiten aber eng zusammen.

## Arbeitsbereiche
Die Arbeitsprogramme konzentrieren sich aktuell auf die Bereiche nachhaltige Entwicklung und Menschenrechte, Entwicklungsfinanzierung und Steuergerechtigkeit, UN-Reform und Multilateralismus sowie Einfluss und Regulierung von Unternehmen. Das GPF verfolgt damit einen ganzheitlichen Ansatz, der soziale mit wirtschaftlichen, finanziellen und ökologischen Themen, Frieden und Sicherheit sowie Menschenrechten und Geschlechtergerechtigkeit verbindet.

## Publikationen und Veranstaltungen
Das Global Policy Forum publiziert jährlich eine Vielzahl von umfangreichen themenspezifischen Berichten, Grundsatzpapieren, kürzeren Fachtexten und Stellungnahmen zu den neusten Entwicklungen in den jeweiligen Arbeitsbereichen. Die Publikationen sind auf der Website zu finden. Viele der Veröffentlichungen entstehen in Kooperation mit verschiedenen nationalen und internationalen Organisationen.
So veröffentlicht das Global Policy Forum von 2016 bis 2021 in Zusammenarbeit mit internationalen Nichtregierungsorganisationen aus dem Global Süden und dem Globalen Norden jährlich den Spotlight-Report on Sustainable Development, in dem die neusten Entwicklungen und Tendenzen bei der Umsetzung der Agenda 2030 analysiert werden.
Seit vielen Jahren begleitet das Global Policy Forum auch den Verhandlungsprozess zur Entwicklungsfinanzierung (FfD) der Vereinten Nationen mit einer Vielzahl an Publikationen. Die vierte FfD-Konferenz wird nach Monterrey (2002), Doha (2008), und Addis Abeba (2015), 2025 in Spanien stattfinden.
Außerdem organisiert das GPF Fachgespräche, zivilgesellschaftliche Konferenzen und andere Treffen und nimmt bei vielfältigen Veranstaltungen aktiv am Politikdialog teil.

## Finanzierung
Das Global Policy Forum Europe ist ein gemeinnütziger eingetragener Verein. Größtenteils wird das GPF durch Zuwendungen von Partnerorganisationen, öffentlichen Institutionen und Stiftungen sowie durch Mitgliedsbeiträge und Einzelspenden finanziert. Details veröffentlicht das GPF auf seiner Webseite.

## Organisation
Die Geschäfte von GPF werden von einem Vorstand und einem Sekretariat in New York geführt, die Geschäfte von GPF Europe von einem separaten Vorstand und Sekretariat in Bonn. Die Programme sind eng miteinander verknüpft und werden jeweils von den Teams in Bonn und New York umgesetzt. Unterstützt werden diese Teams von einem Netzwerk aus ehrenamtlichen Mitgliedern (von GPF Europe) und Beratern, die in verschiedenen Teilen der Welt ansässig sind.

## Netzwerk
GPF und GPF Europe spielen eine aktive Rolle in internationalen zivilgesellschaftlichen Netzwerken und Bündnissen. Zu ihnen gehören u. a. Social Watch, die Women’s Major Group, die Reflection Group on the 2030 Agenda for Sustainable Development, die Global Alliance for Tax Justice (GATJ), die Civil Society Financing for Development Group, die Treaty Alliance, das CorA – Netzwerk für Unternehmensverantwortung und der Geneva Global Health Hub (G2H2).
Die Aktivitäten werden ebenfalls in enger Zusammenarbeit mit zivilgesellschaftlichen Organisationen und Netzwerken umgesetzt. Zu den Partnern gehören das Arab NGO Network for Development (ANND), das Center for Economic and Social Rights (CESR), Development Alternatives with Women for a New Era (DAWN), Public Services International (PSI), Society for International Development (SID), Third World Network (TWN), die Friedrich-Ebert-Stiftung (FES), die Rosa-Luxemburg-Stiftung (RLS), Misereor, Brot für die Welt, terre des hommes, Engagement Global und die Stiftung Umwelt und Entwicklung Nordrhein-Westfalen.